# Venustiano Carranza, Palenque
Venustiano Carranza är en ort i Mexiko.   Den ligger i kommunen Palenque och delstaten Chiapas, i den sydöstra delen av landet, 800 km öster om huvudstaden Mexico City. Venustiano Carranza ligger 263 meter över havet och antalet invånare är 125.
Terrängen runt Venustiano Carranza är varierad. Runt Venustiano Carranza är det ganska glesbefolkat, med 36 invånare per kvadratkilometer. Närmaste större samhälle är Palenque, 13,3 km öster om Venustiano Carranza. I omgivningarna runt Venustiano Carranza växer i huvudsak städsegrön lövskog.